# Aux Forges
Pour les articles homonymes, voir Forges.
Aux Forges appelé aussi Les Forges est un hameau de la commune belge d'Engis située en Région wallonne dans la province de Liège.
Avant la fusion des communes de 1977, le hameau faisait partie de la commune d'Hermalle-sous-Huy.

## Situation
Aux Forges est un ancien hameau sis à la sortie du village d'Ombret (commune d'Amay) le long d'une petite rue sans issue provenant de la route nationale 693 (route de Yernée) et menant au ruisseau du Fond d'Oxhe qui traverse le hameau.